# Sankt Viktor-kirken i Dülmen
Sankt Viktor-kirken er den ældste kirke i Dülmen, Nordrhein-Westfalen i Tyskland. Kirken ligger i byens centrum og er den eneste kirke beliggende inden for de tidligere bymure, hvoraf blandt andet Lüdinghauser Tor er bevaret.

## Historie
Grundlæggelsen i 780 går tilbage til Abbed Bernrad eller Liudger og fandt sted på en saksisk (senere episkopal) hovedgård. Det er ikke kun det oprindelige sogn for Dülmen, men også en af de ældste kirker i bispedømmet Münster.
Kirkens navnebror og protektor er Sankt Viktor.
Indvielsen af en større kirke, som sandsynligvis var den første stenkirke, fandt sted i 1074.
Kirkebygningen er blevet ødelagt, genopbygget, renoveret eller ombygget flere gange, men har altid været orienteret mod øst, mod solopgang.
Kirken fik sin nuværende form omkring år 1500; dog blev den ødelagt den 21. og 22. marts 1945 som store dele af Dülmen og derefter genopbygget, hvorved spor af den vanskelige genopbygning kan ses.

## Stiftet
Albert von Lethene, vicarius perpetuus for Dülmen, var initiativtager til stiftelsen af et kollegiatfond i Sankt Viktor-kirken i Dülmen. Biskop Ludwig af Hessen bekræftede dette i et dokument dateret den 11. januar 1323. Heinrich von der Lippe, scholaster (lærer) og ærkediakon i Dülmen, tilsluttede sig oprettelsen. Oprindeligt blev fem præbender oprettet, og 12 blev planlagt. I år 1330 kan otte allerede påvises og i 1360 blev det tolvte nummer nået. Ærkediakon-rettigheder blev overført til dekanen i klosteret. Den tidligere ærkediakon blev nu provst for stiftet; positionen som provst blev altid givet til en domherre i Münster. Provst og biskop i Münster havde nu skiftevis ret til at udpege præbender. En kapellan blev betroet sjælesorg.
Ved Napoleons dekret af 14. november 1811 ophævedes klosteret endeligt.

## Kirkeudstyr
Den senromanske døbefont af sten fra midten af det 13. århundrede er dekoreret med bue- og rankefriser.

Det gotiske triumfkors hænger i korbuen over alterområdet.

Donoren, formodentlig en adelsmand, er afbildet i sin rustning på det gotiske nadverhus (tabernakel) på korets nordvæg (15. århundrede).

En fire meter høj sen-gotisk passionssøjle står bagest i midtskibet. Den blev opsat omkring 1480 og ud over Jesu lidelsesredskaber viser den også Veronikas svededug.

Blandt andre elementer er en Pietà fra det 15. århundrede i kapellet og en nygotisk Jesu Hjerte- og Jomfru Maria-figur i halkoret.

Vinduet med Sankt Martin i tårnet minder om den hjælp, som samfundet i Baar i Schweiz ydede Dülmen efter 1945.

Et relikvieskrin for Sankt Viktor er designet og lavet i 1936 af Hein Wimmer i Köln.

Kirkens orgel blev bygget i 1973 af orgelbyggeren Romanus Seifert (Kevelaer). Det glidende luftkasse-instrument har 43 registre på tre manualer og pedal. Afspilningstrakturer er mekaniske, registertrakturerne er elektriske.